# Buyckxe Kuil
De Buyckxe Kuil is een meertje bij Nijhoven in de gemeente Baarle-Nassau.
De Buyckxe Kuil is gegraven in 1650 toen de inwoners van Nijhoven toestemming kregen om een kuil te graven om hun vee te drinken te geven en om vissen te kweken. Tevens had men de beschikking over bluswater.
De Kuil valt nooit droog. Hij ligt in een gebied waar veel kwelwater omhoog komt. In deze streek ontspringt dan ook de Lei die via Riel naar Tilburg stroomt om vanaf daar als Donge naar Geertruidenberg te stromen om daar in de Amer te stromen.
Het meertje dankt de naam aan een familie Buyckx, die vroeger de eigenaar was van het stuk land waarop het meertje zich bevindt. Toen toestemming werd gegeven om deze kuil te graven behoorde de ondergrond tot een andere eigenaar.